# Zamser Grund
Der Zamser Grund ist ein Seitental des Zillertals südwestlich von Mayrhofen in den Zillertaler Alpen in Tirol. Es ist ein etwas abgelegenes, unbewohntes Hochtal, das an den Alpenhauptkamm grenzt. Im Tal befindet sich ein großer Speichersee zur Stromerzeugung. Über das Pfitscher Joch existiert ein Übergang nach Südtirol.

## Lage und Beschreibung
Der Zamser Grund erstreckt sich vom Ende des Zemmgrunds am Zemmbach-Oberlauf bei Breitlahner oberhalb Dornauberg-Ginzling in südwestlicher Richtung bis zum Pfitscher Joch (2246 m ü. A.). Der ihn durchfließende Zamser Bach entspringt am Fuß des Stampflkees unterhalb der Hohen Wand (3289 m ü. A.). Das Tal gehörte bis 1919 zur Gemeinde Pfitsch in Südtirol, seither zur Gemeinde Finkenberg.
Im Westen und Norden wird das Tal vom Tuxer Kamm mit dem Olperer (3476 m ü. A.) als höchstem Gipfel begrenzt. In südöstlicher Richtung zum Zillertaler Hauptkamm zweigt der Schlegeisgrund ab, der heute zum Großteil vom Schlegeisspeicher eingenommen wird. Unterhalb des Speichers setzt sich das Tal bis zur Zamserbach-Mündung in den Zemmbach fort. Die öffentliche Straße führt durch den Zamser Grund weiter bis zum Schlegeis-Speicher (dem sogenannten Zamser Gatterl), sie ist eine Mautstraße. Direkt am Hauptalpenkamm gibt es mehrere Bergseen.
Hochalpine Übergänge bestehen über das Pfitscher Joch (2246 m) ins Südtiroler Pfitscher Tal und über die Alpeiner Scharte (2959 m ü. A.) ins Valser Tal.

## Geschichte
Das Hochtal gehörte zu dem heute in Südtirol liegenden Dorf Pfitsch, die Almen im hinteren Teil des Tals werden immer noch von Südtiroler Bauern bewirtschaftet. Das war möglich, weil das Pfitscher Joch einer der niedrigsten Alpenübergänge im Zillertal ist. Es wurde nicht nur das Vieh über den Alpenübergang getrieben, sondern bereits im 14. Jahrhundert Handel mit Wein und Käse über das Joch abgewickelt. So bestätigte Konrad Öder um 1382, dass das Vieh, das über das Joch getrieben wurde, keiner Verzollung unterliege. Es gibt noch eine alte Zollhütte am Eingang des Tals.
Im Tal wurden auch verschiedene Materialien wie Magnetit, Turmalin, Aktinolith, Bergkristall, Amethyst und Fluorit gefunden. Der Name der Lavitzalm dürfte vom „Lavetzstein“ (Südtiroler Ausdruck für Speckstein) abgeleitet sein. Dieser wurde seit dem 7. Jahrhundert n. Chr. im Bereich der Alm abgebaut und zur Herstellung von verschiedensten Objekten wie gedrechselten Gefäßen verwendet. An neun Stellen wurden Fragmente von Lavezgefäßen sowie Abbauspuren wie kreisrunde bis zu 50 cm große Kuhlen und oberflächliche längliche und punktförmige Vertiefungen gefunden, die durch den Abbau mit Pickeln und Meißeln entstanden sind. Um 1560 wurde östlich vom Pfitscherjoch ein Schwefelbergbau betrieben.
Im Riepenkar am Südfuß des Olperers in einer Höhe von 2800 m wurden im Jahr 2000 in einer Quarzkluft prähistorische Abbauspuren und Artefakte gefunden, die vermutlich aus Bergkristall hergestellt waren. Es deutet darauf hin, dass hier im Mesolithikum und Neolithikum durch hochalpine Jäger Bergkristall abgebaut wurde, der zu Geräten wie Klingen und Pfeilspitzen verarbeitet wurde. An gleicher Stelle wurden auch Hornsteine vom Gardasee gefunden. Diese belegen, dass bereits vor 9000 Jahren ein Tauschhandel über die sogenannte „Bergkristallstraße“ im Tal vom Südrand der Alpen zu Gebieten nördlich der Alpen betrieben wurde.
Der Name Zamser Grund geht auf den gleichnamigen Gewässernamen, den Zamser Bach, zurück. Zams ist vorrömischer Herkunft und bedeutet durch feuchtes Land fließender Fluss. Grund ist ein in Tirol üblicher Begriff für Tal.

## Alpinismus

### Wandern
Trotz der hochalpinen Lage gibt es im Zamser Grund einige moderate Wanderwege, so z. B. den Wanderweg vom Parkplatz an der Staumauer den Stausee entlang und dann zum Furtschaglhaus. Dieser Weg überwindet nur 520 Höhenmeter, ist 14,3 km lang und man benötigt etwa 4,5 Stunden. Ein etwas anspruchsvollerer Rundweg beginnt ebenfalls am Parkplatz am Stausee und führt über einen Rundweg zur Olpererhütte, von dort in das Unterschrammachkar und wieder zurück zum Ausgangspunkt. Für diesen Pfad sind 750 Höhenmeter und 8,9 km zu überwinden. Trittfestigkeit und Kondition wird für diese Tour vorausgesetzt.

### Klettersteig
An der 131 m hohen Staumauer wurde ein Klettersteig eingerichtet, der die gesamte Staumauer von unten nach oben quert. Dieser Klettersteig ist der längste seiner Art.

### Mountainbiken
Der Übergang über das Pfitscher Joch ist eine beliebte Route für Mountainbiker, um die Alpen zu queren. Beim Aufstieg muss das Rad ein Stück getragen werden, bietet dann aber eine Abfahrt durch das Pfitschertal.

Zamser Grund
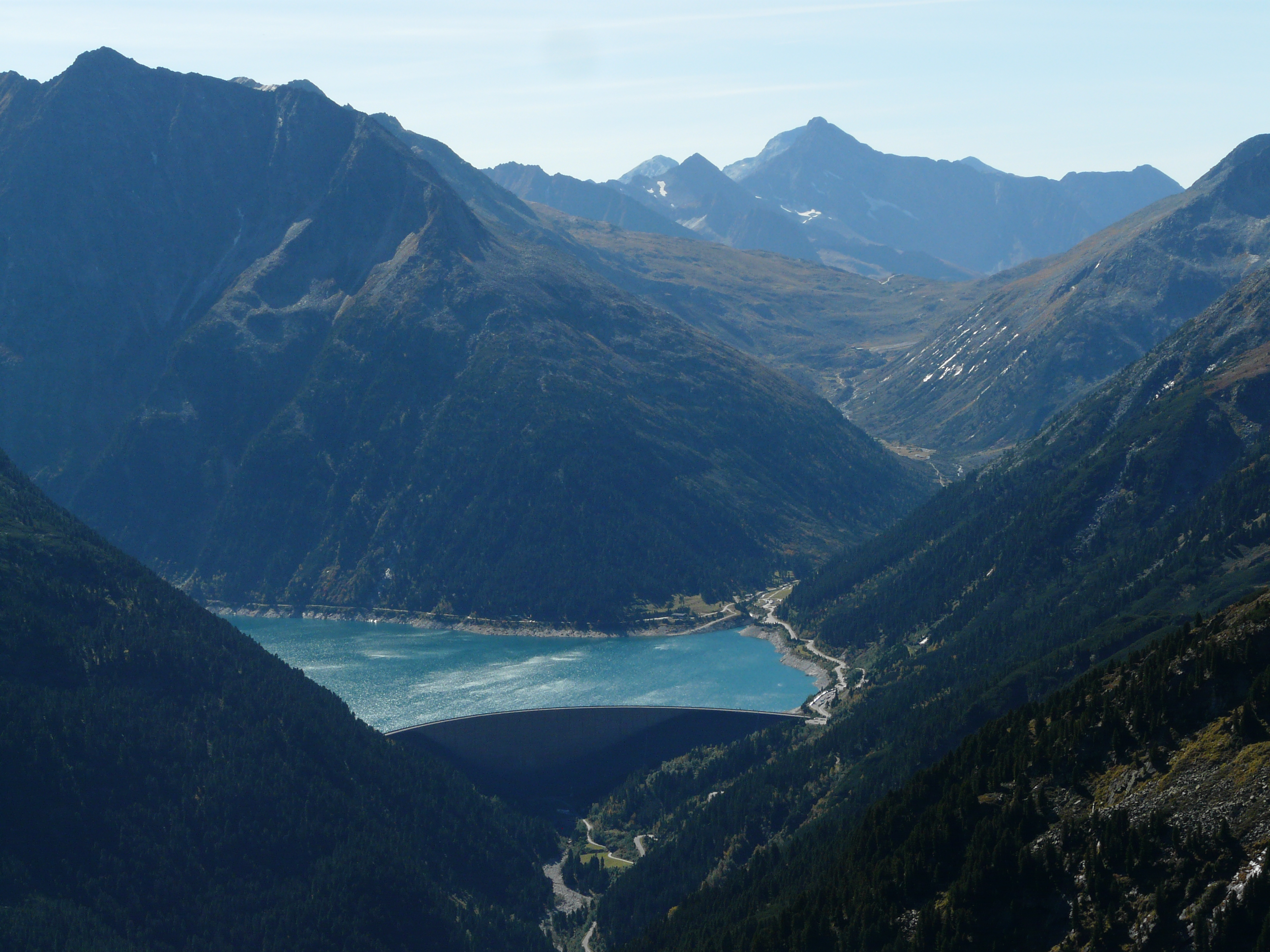
Schlegeisspeicher mit Zamser Grund (rechts) und Pfitscher Joch, darüber die Grabspitze
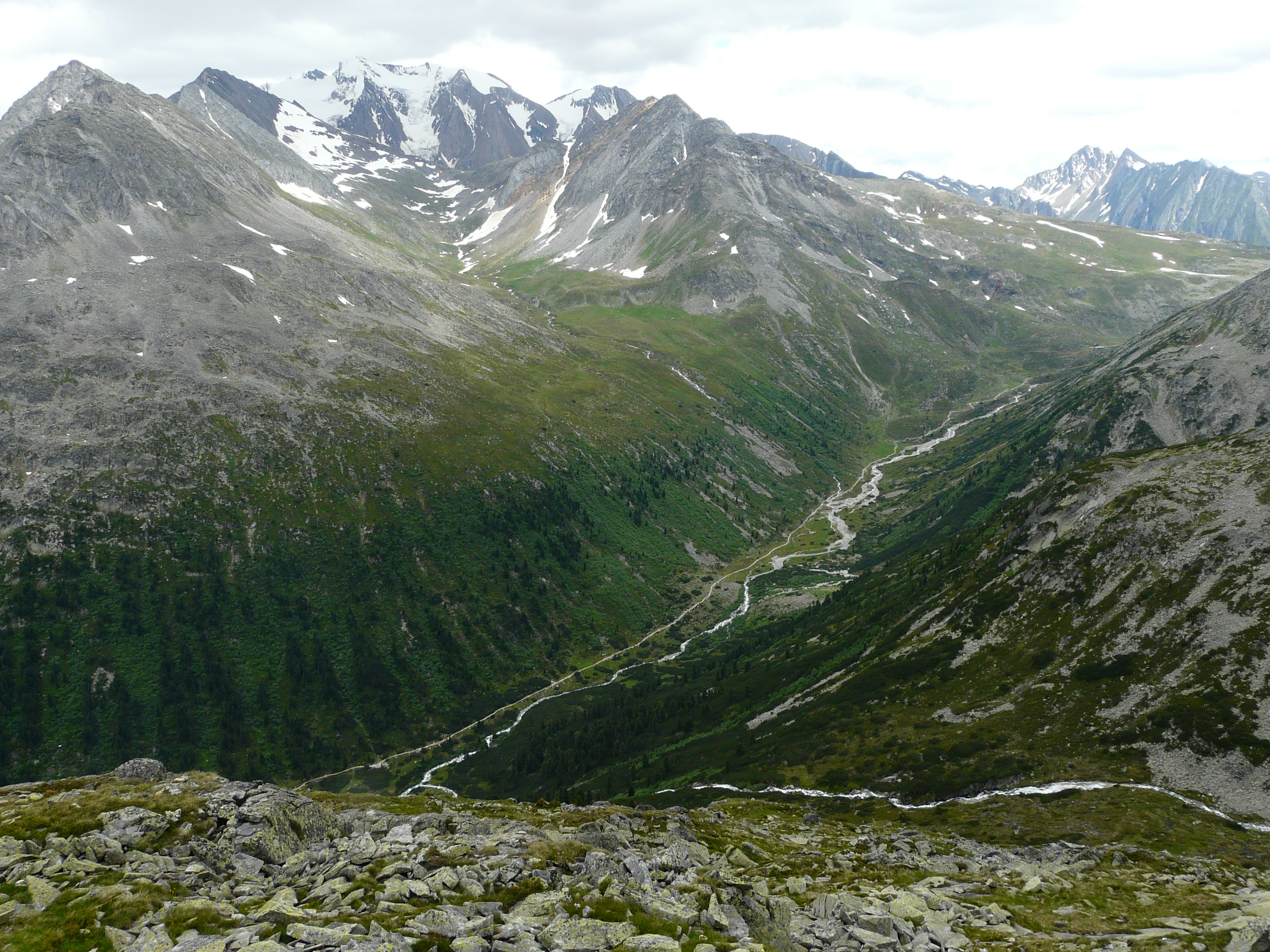
Zamser Grund mit Hochferner
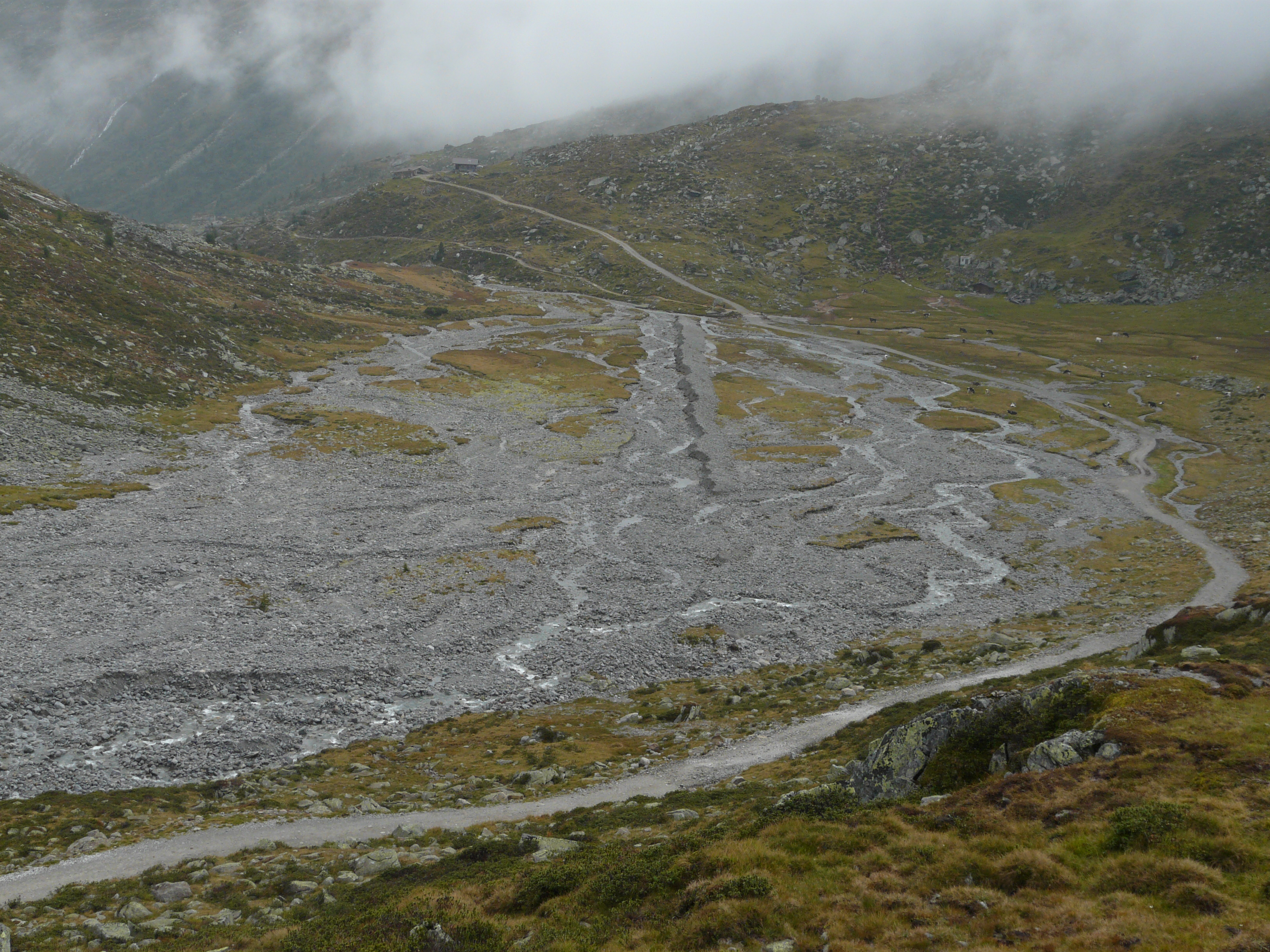
Zamser Bach mit Lavitzalm

## Trivia: „Top Fotospot an der Olpererhütte“

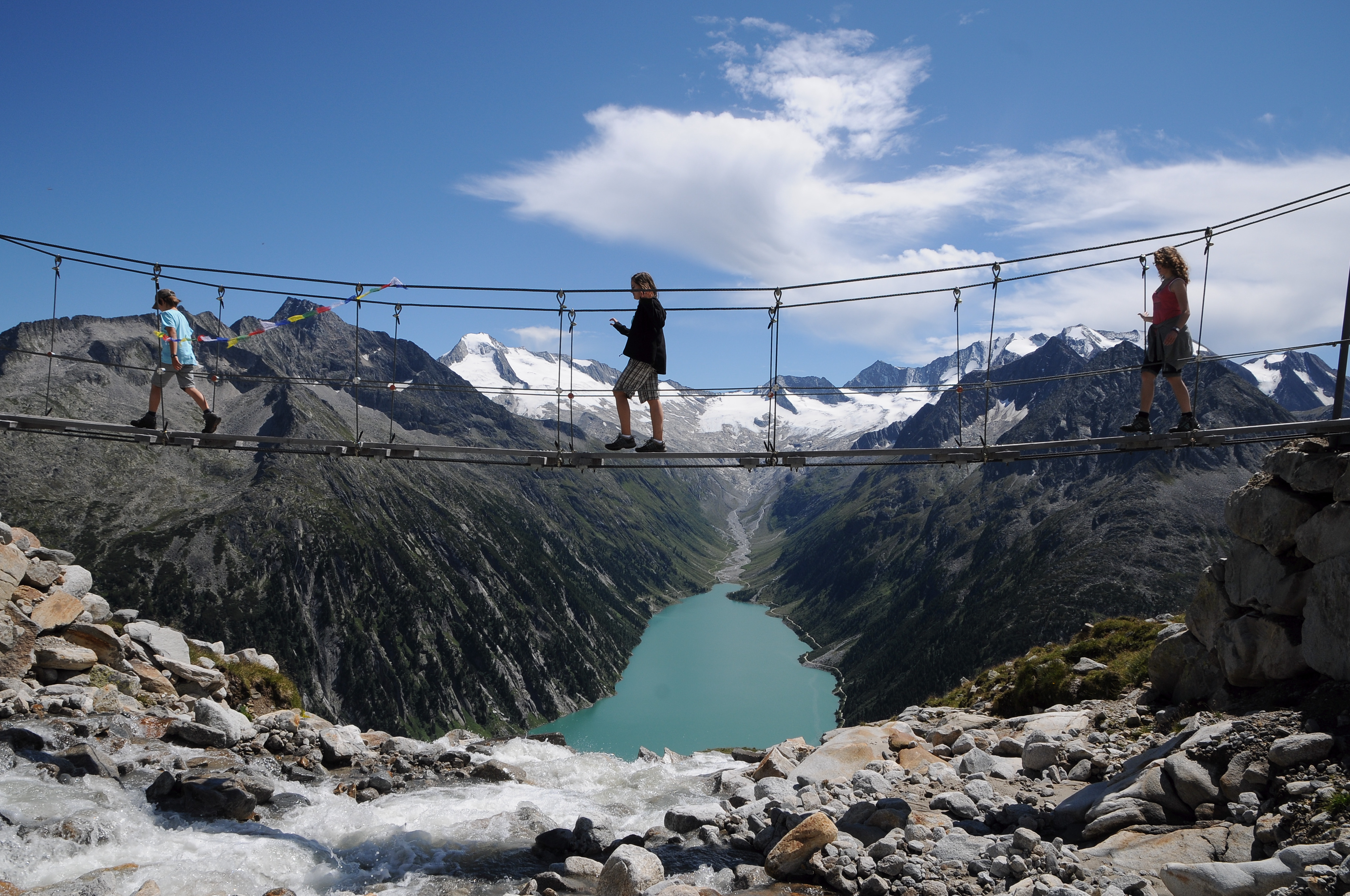
Hängebrücke in der Nähe der Olpererhütte, Blick zum Stausee

Vom Schlegeisspeichersee führt ein Weg zur Olpererhütte, der nach der Hütte über eine kurze Hängebrücke führt. Obwohl diese nur knapp 2 m über dem Boden einen Bach quert, kann bei geschickter Auswahl des Bildausschnittes der Eindruck entstehen, als würde die Brücke über dem Speichersee schweben. Nachdem 2020 ein so entstandenes Foto auf Instagram gepostet wurde, ist ein regelrechter Ansturm von Menschen entstanden, die ein ähnliches Foto haben wollen. Das hat zu Staus an den Parkplätzen beim Speichersee geführt, zudem sind viele Besucher dem Aufstieg von 600 Höhenmetern auf einem Bergpfad nicht gewachsen. Ab 2028 sollen nur noch emissionsfreie Autos zum Speichersee fahren dürfen.